# 珲春市第四中学
珲春市第四中学校创始于1978年，学校位于珲春市市区北山脚下靖和街文化路875号，前身为镇郊中学，于1979年更名为珲春市第四中学。占地面积36175平方米，建筑面积23870平方米；2018年有42个教学班，学生1891名；教职工142名。